# BYD K7
A BYD K7 egy elektromos midibusz, amelyet a BYD Auto gyárt 2015-től kezdve. Az autóbusz Magyarországon is megtalálható.

## Előfordulás
| Ország       | Üzemeltető | Változat | Kép |
| ------------ | ---------- | -------- | --- |
| Hollandia    | Connexxion | K7U      |     |
| Hollandia    | Keolis     | K7U      |     |
| Magyarország | T-busz     | K7U      |     |

## Magyarországon
Az autóbuszok Magyarországon egyelőre csak Tatabányán közlekednek. A városban 2 darabot üzemeltet a típusból a T-busz. Az autóbuszok 2020-as gyártásúak és a 70-es busz vonalán közlekednek. Ezek Tatabánya első elektromos buszai.

## Tesztelések Magyarországon
Az autóbuszt eddig csak Budapesten tesztelték a 16-os, a 102-es, a 15-ös, és a 158-as busz vonalán. Az autóbusz csuklós változatát a  BYD körbekülte magyarországon városi járatokra

## Fordítás
- Ez a szócikk részben vagy egészben  a   BYD K7 című holland Wikipédia-szócikk ezen változatának fordításán alapul.  Az eredeti cikk szerkesztőit annak laptörténete sorolja fel. Ez a jelzés csupán a megfogalmazás eredetét és a szerzői jogokat jelzi, nem szolgál a cikkben szereplő információk forrásmegjelöléseként.